# アラン・フランコ (1996年生のサッカー選手)
アラン・ハビエル・フランコ（スペイン語: Alan Javier Franco, 1996年10月11日 - ）は、アルゼンチン・アベジャネーダ出身のサッカー選手。サンパウロFC所属。ポジションはDF。

## クラブ歴
2015年1月にCAサン・テルモからCAインデペンディエンテに移籍。2016年12月20日に2020年までのプロ契約を締結し2017年1月にトップチームに昇格。3月18日に初出場。プロ初得点は7月12日のコパ・スダメリカーナ2017であった。この大会でスターティングメンバーを勝ち取ると決勝の両試合に出場し優勝に貢献した。
2021年4月9日、アトランタ・ユナイテッドFCと5年契約を締結したことが発表された。
2023年1月5日、サンパウロFCに移籍した。

## 代表歴
2018年9月8日のグアテマラ代表戦でアルゼンチン代表初出場。

## タイトル

### チーム

#### インデペンディエンテ
- コパ・スダメリカーナ: 2017
- サンパウロFC:
- ブラジルカップ 2023
- スーパーカップ2024